# 廉江市
廉江市是中国广东省湛江市下辖的一个县级市。位于广东省西南部，雷州半岛北部，北部与广西接壤，东与广东省化州市毗邻，西南濒临北部湾。
廉江市是中国小家电产业基地 、中国电饭锅之乡、中国红橙之乡、中国民间文化艺术之乡、全国卫生城市、全国农业生态示范市等。

## 歷史
秦（公元前221年—公元前206年），秦始皇三十三年(公元前214年)，發動秦攻百越之戰佔領嶺南地區，推行郡縣制，廉江市境屬象郡地。
兩漢（公元前206年—220年），屬合浦郡合浦縣地。
三國吳（222年—280年），屬高興郡地。
晉（265年—420年），屬高涼郡高涼縣地。
南朝宋、齊（公元420年—公元502年），屬高涼郡羅州縣地。
南朝梁、陳（公元502年—公元589年），屬羅州高興郡石龍縣地。
隋（581年—618年），屬高涼郡石龍縣地。
唐（618年—907年），唐高祖武德五年（622年），析石龍縣首次建縣，因縣治在石城水邊，以石城水取名「石城縣」，屬羅州，此乃「石城縣」縣名之始。武德六年（623年），羅州州治由石龍縣（即今化州市）遷移至此。【註：羅州城遺址在今廉江市河唇鎮龍湖村東側，面積約6萬平方米。此遺址佈局有仿唐代長安城的明顯跡象。1962年，此城址被廣東省人民政府列為廣東省重點文物保護單位。其時，在市境之西及西南同時建招義、零綠兩縣，均屬羅州。】
唐太宗貞觀元年（627年）二月，朝廷並省全國州縣，將天下按照山川形勢、交通便利分為十個「道」作為監察機構，羅州及州治石城縣屬嶺南道。
唐玄宗天寶元年（742年），因縣治東一里有南廉水，改名「濂江縣」，屬招義郡，此乃「濂江縣」縣名之始。
【註：羅州改為招義郡，招義縣改名干水縣。唐肅宗乾元元年（759年），招義郡復稱羅州。】
五代十國（907年—960年)，後梁梁太祖開平元年（907年），羅州及州治濂江縣屬嶺南道。
梁末帝貞明三年（917年），羅州及州治濂江縣屬南漢國。
北宋（960年—1127年），宋太祖開寶五年（972年），廢羅州，並廢濂江、干水、零綠縣劃入吳川縣，屬廣南東路辯州。
【註：宋太宗太平興國五年（980年），辯州改名化州。】
南宋（1127年—1279年），宋孝宗乾道三年（1167年），復置石城縣，屬廣南東路化州。
元（1271年—1368年），石城縣屬湖廣等處行中書省海北海南道化州路。
明（1368年—1644年），明太祖洪武元年（1368年），石城縣屬廣東承宣布政使司化州府，洪武九年（1376年）改屬高州府。
清（1636年—1912年)，石城縣屬廣東承宣布政使司高州府，高州府先屬高雷廉道(雍正八年置)，乾隆三年屬高廉道，光緒十四年屬高廉欽道，光緒三十一年屬高雷陽道。
中華民國（1912年—1949年），元年（1912年）至三年（1914年）5月8日，屬高雷道。
民國四年（1914年）5月9日，石城縣改為廉江縣。【因與江西省石城縣(今屬贛州市管轄)同名，奉令改之，與此同時，「濂」字改為「廉」字，屬廣東省高雷道】
民國九年（1920年）廢除道制，屬高雷善後處。
民國十二年（1923年）屬高雷欽廉瓊崖羅陽八屬聯軍總指揮部。
民國十五年（1926年）八屬聯軍全部覆滅後，屬廣東省南路行政公署（後改名廣東省南區綏靖公署）。
民國二十五年（1936年）冬，屬廣東省第七區行政督察專員公署。
民國三十八年（1949年）4月，屬廣東省第八區行政督察專員公署。
民國三十八年（1949年）5月至廉江縣城解放前夕，屬廣東省第十四區行政督察專員公署。
1949年11月1日，廉江縣城解放，屬廣東省南路專員公署。
1950年9月，屬廣東省高雷專區。
1952年11月，屬廣東省粵西行政區 。
1956年2月，屬廣東省湛江專區。
1959年1月21日，廉江、遂溪、海康（南渡河以北部分）3縣合併為「雷北縣」，屬廣東省湛江專區。
1960年11月5日，雷北縣易名為「雷州縣」，屬廣東省湛江專區。
1961年3月30日，撤銷雷州縣，恢復原廉江、遂溪、海康3縣，按原縣區域分治和歸屬。
1978年9月，屬廣東省湛江地區行政專員公署。
1983年9月1日，湛江地區撤銷，實行市轄縣 新體制，廉江縣屬湛江市。
1993年12月10日，廉江撤縣設市稱廉江市（縣級），由湛江市代管，縣人民政府改稱 市人民政府，駐地不變（廉城鎮）。
2004年6月8日，撤銷廉城鎮，成立羅州街道，與城北街道（由原屬石城鎮的角湖垌村、石龍村、大塘村3個行政村，以及原屬廉城鎮的中山社區、同濟社區2個社區劃出設立）、城南街道（由原屬石城鎮的新江社區、新風社區、山寮村、深水垌村、流江村、關垌村劃出設立）同屬廉江市城區。

## 人口 语言
廉江市境内有粤客闽三大民系族群分布聚居，主要有廉江白话（粵語高陽片）、涯话（客語）、黎话（雷州话）（闽语）三大地方語言。廉江涯话的使用人口数量最多，占总人口50%左右。廉江白话的人口占总人口35%左右。剩下的人口有讲黎话、海话等。
2021年末，廉江市户籍人口187.1万人，其中，城镇人口55.42万人，农村人口131.68万人。

## 行政区划
廉江市下辖3个街道办事处、18个镇：
罗州街道、城南街道、城北街道、石城镇、新民镇、吉水镇、河唇镇、石角镇、良垌镇、横山镇、安铺镇、营仔镇、青平镇、车板镇、高桥镇、石岭镇、雅塘镇、石颈镇、长山镇、塘蓬镇和和寮镇。

## 地理
廉江市北部為山地，中部為丘陵，南與西南部為平原階地。
- 廉江市长山镇作长山河水域
- 廉江市长山镇作长山河水田
- 廉江市长山镇作长山河山岭
- 廉江市长山镇作长山河

## 氣候
一月份均溫15.2℃，七月份均溫28.4℃，年均降水量1,758毫米。

## 自然資源
- 礦藏：金、銀、磷、鉬、銻、鉛、鋅、石灰石、瓷土、花崗岩、滑石等。

- 植物：夜合花、白玉蘭、海棠、月桂、緬茄等。

- 野生動物：果子狸、黃猄、穿山甲、水獺、水鴨、禾花雀、南蛇。

## 經濟
廉江市是湛江市辖下GDP最高的县市，小家电制造产业为支柱产业，全市聚集了600多家小家电相关企业，电饭煲、电热水壶年产销量占全国的30%，电饭煲配件销量约占全国的三分之二，有“中国电饭煲之乡”之称，2017年被中国轻工业联合会、中国家用电器协会授予“中国小家电产业基地”称号。廉江也是全国最大的红橙生产基地。红江农场培育的红江橙，是广东最早培育的优质水果。

## 交通

### 公路
- 沈海高速公路、蘭海高速公路、化廉高速公路、玉湛高速公路、207国道、325国道

### 鐵路
- 黎湛鐵路、河茂鐵路：河唇站、廉江站

## 文化
- 羅州故城遺址，唐朝文物遺址，位於廉江市河唇鎮西南2.5公里的龍湖村東側山坡。
- 廉江廻龍寺，中共廉江第一个党支部廉江县农民协会旧址在此。
- 谭氏宗祠，廉江市青平圩鄉級文物保護單位。
- 鹤地水库
- 长青水库
- 湛江红树林国家级自然保护区

## 教育
- 廣東文理職業學院，是廣東省所有縣級市當中唯一的高等院校。
- 廉江中学，在廉江市内的一所重點中學。

## 其他
- 廉江灵山战斗